# DisneyMania 3
DisneyMania 3 es el tercer álbum lanzado en la serie DisneyMania. El álbum fue puesto en libertad el 15 de febrero de 2005 y fue certificado oro poco después. Alcanzó un máximo de #30 en el Billboard 200, un lugar detrás de su predecesor DisneyMania 2.

## Lista de canciones
| DisneyMania 3 |                                                                                        |                               |          |  |
| N.º           | Título                                                                                 | Intérprete(s)                 | Duración |  |
| 1.            | «Under The Sea» (De la película: La Sirenita)                                          | Raven-Symoné                  |          |  |
| 2.            | «Hawaiian Roller Coaster Ride» (De la película: Lilo & Stich: En Cortocircuito)        | Jump5                         |          |  |
| 3.            | «A Whole New World» (De la película: Aladdín)                                          | Jessica Simpson & Nick Lachey |          |  |
| 4.            | «It's a Small World (Rapmania! Mix)» (De la película: Disneyland's It's A Small World) | Fan 3                         |          |  |
| 5.            | «The Bare Necessities» (De la película: El Libro de la Selva)                          | Bowling for Soup              |          |  |
| 6.            | «I Won't Say (I'm in Love)» (De la película: Hércules)                                 | The Cheetah Girls             |          |  |
| 7.            | «Zip-a-Dee-Doo-Dah» (De la película: Canción del Sur)                                  | Aly & AJ                      |          |  |
| 8.            | «Kiss the Girl» (De la película: La Sirenita)                                          | Vitamin C                     |          |  |
| 9.            | «Part of Your World» (De la película: La Sirenita)                                     | Skye Sweetnam                 |          |  |
| 10.           | «Colors of the Wind» (De la película: Pocahontas)                                      | Christy Carlson Romano        |          |  |
| 11.           | «Proud of Your Boy» (De la película: Aladdín)                                          | Clay Aiken                    |          |  |
| 12.           | «Strangers Like Me» (De la película: Tarzán)                                           | Everlife                      |          |  |
| 13.           | «A Dream Is a Wish Your Heart Makes» (De la película: Cenicienta)                      | Kimberley Locke               |          |  |
| 14.           | «Cruella De Vil» (De la película: 101 dálmatas)                                        | LaLaine                       |          |  |
| 15.           | «When You Wish Upon a Star» (De la película: Pinocho)                                  | Jesse McCartney               |          |  |

## Posiciones
| Álbum       | Posición      | Posición            | Posición       |
| Álbum       | Billboard 200 | Top Internet Albums | Top Kids Audio |
| ----------- | ------------- | ------------------- | -------------- |
| DisneyMania | #30           | #46                 | #1             |

## Sencillos
1. Raven-Symoné - "Under the Sea".
2. Jessica Simpson ft. Nick Lachey - "A Whole New World" : En promoción de Aladdín Edición Especial.
3. The Cheetah Girls - "I Won't Say I'm In Love".
4. Aly & AJ - "Zip-A-Dee-Doo-Dah"
5. Lalaine - "Cruella De Vil"
6. Jump5 - "Hawaiian Roller Coaster Ride" : En promoción de Lilo & Stich 2: en cortocircuito.

## Videos
1. Raven-Symoné - "Under the Sea"
2. Jump5 - "Hawaiian Roller Coaster Ride"
3. Jessica Simpson & Nick Lachey - "A Whole New World"
4. Skye Sweetnam - "Part Of Your World"
5. Clay Aiken - "Proud Of Your Boy"

## Relacionados
- DisneyMania Series
- Radio Disney Jams Series
- Pop It Rock It! y Pop It Rock It 2: It's On!
- Disney Channel Playlist y Disney Channel Playlist 2
- Disney Channel Holiday y Disney Channel - Christmas Hits
- Disney Channel Hits: Take 1 y Disney Channel Hits: Take 2
- Los Grandes Éxitos de Disney Channel (The Very Best of Disney Channel)